# Centrale nucléaire de Golfech
La centrale nucléaire de Golfech est implantée dans la commune de Golfech dans le département de Tarn-et-Garonne en région Occitanie, en bordure de la Garonne.
La centrale est constituée de deux réacteurs à eau pressurisée du palier P'4. Mises en service en 1991 et 1994, ces deux tranches ont chacune une puissance nette de 1 310 MWhe.

## Présentation
Le CNPE (centre nucléaire de production d'électricité) de Golfech, d'une superficie de 200 hectares, possède deux tranches nucléaires. Chaque tranche est équipée d'un réacteur nucléaire à eau pressurisée (REP) de 1 310 MW de palier P'4. Elles ont été mises en service respectivement en 1991 et 1994. La centrale est équipée de deux tours aéroréfrigérantes (une pour chaque tranche) qui assurent un circuit de refroidissement semi-fermé pour chacune des unités de production. Ces tours de refroidissement sont les plus hautes d'Europe[réf. nécessaire] (178,5 mètres de haut). Le pompage en Garonne sert à compenser l'évaporation des aéroréfrigerants (le panache de vapeur d'eau) et à refroidir des circuits auxiliaires de sûreté ou de support à la production.
En 2019, le site a produit 17 TWh, ce qui correspond environ à 50 % de la consommation de l'Occitanie. La centrale de Golfech emploie environ 1 020 personnes quotidiennement (770 salariés EDF et 250 prestataires).

### Caractéristiques des réacteurs
Les deux réacteurs de la centrale nucléaire de Golfech sont des réacteurs à eau pressurisée (REP) modèles du palier P'4, de même que les réacteurs des centrales nucléaires françaises de Belleville (1 et 2), Cattenom (1,2 3 et 4), Nogent (1 et 2) et Penly (1 et 2).
Les caractéristiques des réacteurs en service sont les suivantes, :
| Nom du réacteur | Modèle       | Capacité (MW)   | Capacité (MW) | Capacité (MW) | Exploitant | Constructeur | Début constr.    | 1re divergence | Raccord. au réseau | Mise en service comm. | 1re visite décennale(début) | 2e visite décennale              | 3e visite décennale                |
| Nom du réacteur | Modèle       | Thermique (MWt) | brute (MWe)   | Nette (MWe)   | Exploitant | Constructeur | Début constr.    | 1re divergence | Raccord. au réseau | Mise en service comm. | 1re visite décennale(début) | 2e visite décennale              | 3e visite décennale                |
| --------------- | ------------ | --------------- | ------------- | ------------- | ---------- | ------------ | ---------------- | -------------- | ------------------ | --------------------- | --------------------------- | -------------------------------- | ---------------------------------- |
| Golfech-1       | P'4 REP 1300 | 3817            | 1363          | 1310          | EDF        | Framatome    | 17 nov 1982      | 24 avril 1990  | 7 juin 1990        | 1er février 1991      | 23 mars 2001                | 24 mars 2012 au 22 juillet 2012  | 25 février 2022 au 20 janvier 2024 |
| Golfech-2       | P'4 REP 1300 | 3817            | 1363          | 1310          | EDF        | Framatome    | 1er octobre 1984 | 21 mai 1993    | 18 juin 1993       | 4 mars 1994           | 12 juin 2004                | 26 avril 2014 au 13 juillet 2014 | 19 avril 2025 au 07 octobre 2025   |

## Histoire

### 1965: annonce du premier projet
En 1965, le préfet de la région Midi-Pyrénées annonce officiellement un projet de centrale électronucléaire près de Malause (Tarn-et-Garonne). EDF entame alors des démarches pour assurer l'acquisition des terres nécessaires. En 1967, une commission d'enquête reconnaît d'utilité publique le premier projet d'une centrale nucléaire de 2 réacteurs de 800 MW de type UNGG à Golfech. En 1968 débutent les travaux de la centrale hydroélectrique de Malause.
La baisse du prix du pétrole, et un conflit opposant le CEA à EDF à propos du choix entre les filières nucléaires graphite-gaz et eau sous pression, feront qu'aucun nouveau projet de centrale nucléaire ne sera décidé entre 1967 et 1969. Après le départ de De Gaulle en 1969, la filière française graphite-gaz maîtrisée par le CEA est abandonnée, ce qui entraîne l'abandon du premier projet de centrale nucléaire de Golfech.

### 1973: annonce du second projet
En février 1973 est inaugurée la centrale hydroélectrique d'une puissance de 69 MW sur la Garonne. Le directeur régional d'EDF annonce que la centrale nucléaire sera construite à l'horizon 1985.
Le 2 novembre 1974, un document du ministère de la qualité de vie confirme le choix de Golfech pour l'implantation d'une centrale. Le ministère de l'industrie demande aux préfets de région de saisir les bureaux des assemblées concernées pour consultation.
Le 1er juin 1975, un référendum organisé par les cantons de Valence-d'Agen et d'Auvillar se prononce à 83 % contre l'implantation de la centrale de Golfech (4 177 voix contre sur 5 028 exprimées).
En avril 1978, le conseil régional de Midi-Pyrénées se prononce contre l'implantation de la centrale de Golfech à l'unanimité moins deux abstentions.
En décembre 1978, EDF précise que Golfech est le site définitivement retenu pour la région Midi-Pyrénées et qu'il comprendra 4 réacteurs à eau pressurisée de 1 300 MW.
En janvier 1979, le parti communiste se prononce contre la centrale de Golfech en raison du caractère antidémocratique du projet. Toujours en janvier, le conseil général de Tarn-et-Garonne se prononce contre le projet à 21 voix contre, 2 voix pour, 4 abstentions.
En juin 1979, le Parti socialiste de Lot-et-Garonne rejoint ses camarades du PS de Tarn-et-Garonne pour dire non à la centrale de Golfech, avec le MRG, le PSU, la LCR, la CFDT, la FEN, la Ligue des droits de l'homme, etc.
Le 17 juin 1979, 5 000 marcheurs, élus en tête, se rendent sur le site de la future centrale pour effectuer un lâcher de ballons, démontrant l'éventuelle propagation jusqu'en Espagne d'un nuage radioactif.
Le 12 octobre 1979, 9 maires refusent d'accueillir le dossier de l'enquête d'utilité publique du projet Golfech.
En novembre 1979, le PC se prononce pour la centrale nucléaire de Golfech car la région est « à la limite de la catastrophe au point de vue des ressources énergétiques ».

### 1980: enquête d'utilité publique
En 1980, la commission d'enquête d'utilité publique rend un avis favorable à la construction des 4 réacteurs, et une pétition réunit 30 000 signatures contre le projet.
Les 26, 27 et 28 septembre 1980, 10 000 personnes se rendent sur le site du projet à l'initiative du Comité antinucléaire (CAN) de Golfech.

### 1981: élection de François Mitterrand
En février 1981, Jean Glavany (PS) assure par un courrier au CAN de Golfech que le site ne sera pas ouvert sans un vaste débat sur le recours au nucléaire. Le CAN de Golfech appelle alors à voter François Mitterrand à l'élection présidentielle de 1981. Après son élection, l'abandon du projet nucléaire de Plogoff est annoncé, ainsi que l'arrêt de 14 sites ouverts. Golfech n'est que simplement suspendu momentanément par le nouveau gouvernement, malgré cela, les travaux d'EDF continuent sur le site.
En octobre 1981, 4 000 personnes marchent sur le site en chantier. L'opposition avec les forces de l'ordre donne lieu à de violents affrontements. En novembre, une nouvelle marche réunit de 4 à 7 000 personnes et donne lieu à de longs et violents affrontements avec 2 000 CRS, gardes mobiles ou gendarmes et une dizaine de pronucléaires.

### 1989: occupation d'une tour
Après la catastrophe de Tchernobyl en 1986, le mouvement antinucléaire se réveille. La nouvelle coordination Stop Golfech, créée à l'occasion de l'occupation d'une tour aéroréfrigérante de la centrale par 5 activistes pendant 5 jours en 1989, tente de bloquer le démarrage de la centrale.

### 1990: mise en route du premier réacteur
La mise en route du réacteur no 1 (1re divergence) a finalement lieu le 24 avril 1990.

### 1993: mise en route du second réacteur
La mise en route du réacteur no 2 (1re divergence) a lieu le 21 mai 1993 à 18h13.

### 1993 à aujourd'hui
Actuellement, la centrale nucléaire de Golfech comprend deux réacteurs bien que le site ait été étudié et conçu pour l'implantation de 4 réacteurs.
- En 1996, trois antinucléaires s'introduisent à nouveau dans la centrale en nageant dans la Garonne. Ils ont ensuite escaladé une des deux tours aéroréfrigérantes, jusqu'à 178,5 mètres de hauteur. L'un d'entre eux passera trois nuits sur cette tour[12].
- Le 22 juin 2013, à l'occasion des 20 ans de la centrale nucléaire, EDF organisa des festivités avec les élus locaux et les riverains habitant autour du site[13],[14].

- Entre avril et juillet 2014, lors de la deuxième visite décennale de l'unité de production numéro 2, EDF a procédé à un un « rebobinage » de l'alternateur de cette dernière, c'est-à-dire que les 168 barres qui composent le stator (partie fixe qui forme, avec le rotor, l'alternateur) ont été changées[15].
- Le jeudi 30 octobre 2014 vers 21 heures, un drone non identifié a été repéré par les gendarmes du peloton spécialisé de surveillance de la Gendarmerie (P.S.P.G.) en train de survoler le site nucléaire. Il est finalement parti en direction du département de Lot-et-Garonne[16]. Même évènement le mercredi 12 novembre, où cette fois-ci deux drones ont survolé la centrale par plusieurs passages de 21 heures à 23 heures[17].

## Communication et prévention
La communication de l'industrie nucléaire se base essentiellement sur les arguments d'un risque non significatif d'accident majeur, d'un impact environnemental relativement faible, et de l'inéluctabilité de la présence de centrales nucléaires au travers du monde.

### Commission locale d'information (CLI)
La Commission locale d'information nucléaire de Golfech (CLI) date de 1982. Ces commissions techniques sont relatives à la protection des populations pour l'une et au suivi du fonctionnement et de l'impact de la centrale pour l'autre. La CLI est une organisation mise en place par les autorités locales. En 2011, son Président est le maire de Golfech, Alexis Calafat. La CLI compte des membres venant de divers milieux. Depuis 2017, le conseiller départemental Mathieu ALBUGUES préside la Commission locale d'information nucléaire de Golfech.

### Plan particulier d'intervention
Dans le cas particulier où un accident nucléaire se produirait, il existe à Golfech un plan particulier d'intervention (PPI) dans un périmètre de 20 kilomètres, alors que l'évacuation sur un périmètre de 20 km s'est révélée être insuffisante lors de l'accident de Fukushima. Le périmètre est étendu de 10 à 20 kilomètres en 2019.

### Exercices de sûreté
Afin de parer à toute éventualité d'accident nucléaire, des exercices de sûreté sont organisés sur un rythme quinquennal. L'exercice n'est pas effectué avec les 20 000 habitants des 31 communes concernées par les 10 kilomètres du plan particulier d'intervention (PPI), pour des raisons pratiques.
L'exercice de sûreté de 2008 a notamment concerné l'automate d'appel des populations du périmètre des deux kilomètres, périmètre à protéger rapidement, et l'évacuation des personnes de ce périmètre (400 foyers). Par ailleurs, la population abonnée à une ligne fixe de téléphone (hors dégroupage et téléphones portables et liste rouge) est avertie par téléphone au travers d'un système d'appel des populations en phase réflexe (système SARRPE), déclenché depuis la centrale nucléaire, ou à défaut depuis l'astreinte nationale EDF à travers le réseau internet. Cependant, le téléphone ne peut sonner que si une communication n'est pas déjà en cours et si le réseau téléphonique (voire électrique) n'est pas défaillant. Selon les statistiques d'EDF de 2008, en situation de fonctionnement, l'automate d'appel peut toucher 70 % des foyers situés sur le périmètre. Le système permet d'effectuer jusqu'à deux appels par foyer en moins d'une heure. Les populations non référencées en tant que foyer, comme les salariés itinérants par exemple, n'entrent pas dans la statistique. Le cas échéant, toute la population est avertie au travers des sirènes.

### Zone d'impact d'un accident
Dans l'hypothèse d'un accident nucléaire où la centrale libérerait un nuage radioactif dans l'atmosphère, les zones impactées dépendraient du vent et de la pluie. Le vent le plus fréquent est le vent  Bordeaux-Toulouse (43 % des cas et 59 % des cas de situation pluvieuse). Dans cette configuration, les villes de Montauban, Castelsarrasin, Toulouse, Narbonne et Perpignan seraient atteintes. Le temps nécessaire au nuage pour atteindre Toulouse est estimé dans 70 % des cas à plus de trois heures. Toutefois, la ville de Toulouse ne pourrait pas être évacuée, d'une part en raison des embouteillages qui y bloquent fréquemment la circulation, et d'autre part en raison de la panique vraisemblablement générée par l'évacuation d'une grande ville.

### Impact des rejets dans la Garonne
Lorsque la centrale fonctionne, les effluents radioactifs liquides proviennent du circuit primaire de la centrale nucléaire et des circuits annexes nucléaires. Les principaux rejets radioactifs liquides sont constitués par du tritium, du carbone 14, des iodes et d’autres produits de fission. La totalité de ces effluents est collectée, puis traitée, pour retenir l’essentiel de la radioactivité. Les effluents sont ensuite acheminés vers des réservoirs d’entreposage où ils sont analysés, sur le plan radioactif et sur le plan chimique, avant d’être rejetés selon la réglementation.
L'impact thermique de la centrale est limité par l'utilisation d'un circuit de réfrigération semi-fermé équipé de tours aéroréfrigérantes. La réglementation de l'arrêté de 18 septembre 2006 impose un échauffement maximum de 1,25 °C du 1er juin au 30 septembre, de 2 °C le reste de l'année.
Les circuits de refroidissement de la centrale de Golfech sont confrontés à la problématique des amibes. Ces micro-organismes, dont quelques espèces seulement sont potentiellement dangereuses pour la santé, sont naturellement présentes dans l'eau de la Garonne utilisée pour le refroidissement de la centrale. Les amibes peuvent trouver un biotope favorable dans les eaux tièdes. Afin de contrôler cette population de micro-organismes en période d'été, le circuit de réfrigération fait l'objet d'un traitement saisonnier à la mono-chloramine.
Selon les associations opposées à l'énergie nucléaire, les rejets liquides de la centrale de Golfech posent également la question de la qualité de l'eau pompée dans la Garonne pour l'irrigation et de l'eau courante. Ces rejets peuvent notamment contenir de l'iode 131 (289 becquerels/litre en 2003). Ces rejets conduisent également au réchauffement de la Garonne.
Depuis le 1er février 2010, et comme l’ensemble des autres acteurs du nucléaire en France (CEA, ANDRA, Marine nationale…), la centrale de Golfech transmet les résultats de sa surveillance de l’environnement au réseau national de mesures de la radioactivité dans l’environnement, réseau mis en place par l’IRSN. L’ensemble de ces données sont disponibles sur le site internet www.mesure-radioactivite.fr.

### Emplois et formation
En 2020, la centrale nucléaire de Golfech emploie 1020 personnes (770 salariés EDF et 250 prestataires). Elle est également concernée par un grand chantier d'embauches, afin de transmettre un savoir-faire acquis depuis plusieurs décennies par les agents du nucléaire aux nouvelles générations. Toutefois, en dépit du fort taux de chômage, certains métiers du nucléaire sont difficiles à pourvoir.
Une réduction des coûts a pu être effectuée au travers du plan Altitude 7005, conduisant à la réduction d'environ 60 emplois à Golfech entre 2005 et 2010, et à un changement d'employeur pour les salariés sous-traitants.
Pour la formation des salariés du nucléaire, trois équipements ont été mis en service :
- le chantier école, une reproduction des locaux situés en zone nucléaire,
- un simulateur de conduite, qui imite le pilotage des réacteurs de la centrale,
- le chantier maquette, pour s'entraîner sur du matériel à taille réelle[26].

### Urbanisme du voisinage de la centrale
En 2011, l'urbanisme du voisinage est un sujet controversé, en particulier autour des notions de la zone de deux kilomètres, du Porter à connaissance du préfet, et de la possible dépréciation du foncier avoisinant.

## Liste d'incidents

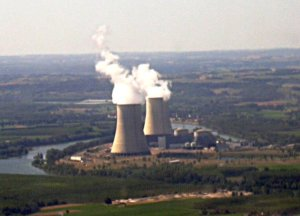
La centrale nucléaire de Golfech (vue aérienne). On distingue nettement ses deux tours aéroréfrigérantes (une pour chaque tranche).

- Le 28 septembre 1998 : lors d'une opération de contrôle des chaînes de mesure du flux neutronique au cœur d'un des réacteurs, EDF n'a pas respecté une des conditions associées aux spécifications techniques d'exploitation (classé au niveau 1 de l'échelle internationale des événements nucléaires (INES)).
- Le 4 novembre 1998 : l'Autorité de sûreté nucléaire se rend compte que le 14 octobre, EDF a conduit la réaction en chaîne dans un réacteur avec une surpuissance de 7 % pendant 30 heures (classé au niveau 1 de l'échelle INES).
- Le 27 novembre 1998 : le bâtiment d'un réacteur est évacué à la suite du déclenchement d'une alarme de détection de radioactivité atmosphérique. Une dizaine de salariés d'entreprises prestataires présentent une légère contamination (classé au niveau 1 de l'échelle INES)[28].
- Le 25 mai 2007 : contamination interne d'un intervenant sur l'unité de production no 2 (tranche no 2)[29].
- Le 25 janvier 2008 : à la suite d'un défaut sur un tableau d'alimentation électrique, une chaîne de mesure de la puissance du réacteur de l'unité de production no 2 (tranche no 2) est devenue indisponible (classé au niveau 1 de l'échelle INES)[30].
- Le 25 octobre 2008 : écart d'exploitation lors de l'arrêt programmé de l'unité de production no 2 (tranche no 2) (classé au niveau 1 de l'échelle INES)[31].
- Le 12 novembre 2008 : écart d'exploitation lors de la réalisation de travaux de maintenance sur l'unité de production no 2 (tranche no 2) (classé au niveau 1 de l'échelle INES)[32].

- Le 18 septembre 2009, des prélèvements opérés dans la Garonne, en amont et en aval, ont été analysés par un laboratoire de la CRIIRAD et montrent des teneurs en tritium plus élevées en aval qu'en amont de la centrale[33].
- Le 7 mars 2010 : écart d'exploitation lors de la mise à l'arrêt de l'unité de production no 2  (tranche no 2) (classé au niveau 1 de l'échelle INES)[34].
- Le 9 septembre 2010 : déclenchement d'une alerte PUI (plan d'urgence interne) à la suite d'un dégagement de fumée dans les locaux électriques de l'unité de production no 2 (tranche no 2)[35].
- Le 22 octobre 2010 : non-respect d'une règle d'exploitation sur l'unité de production no 1  (tranche no 1) (classé au niveau 1 de l'échelle INES)[36].
- Le 28 octobre 2010 : des intervenants EDF s'aperçoivent de l'indisponibilité d'un boremètre (appareil mesurant la concentration de bore dans le circuit primaire) sur l'unité de production no 1  (tranche no 1) (classé au niveau 1 de l'échelle INES)[37].

- Le 2 mai 2011 : second déclenchement intempestif de la sirène d'alarme en seulement un mois[38],[39].
- Le 5 mai 2011, en raison de l’échauffement d’une pompe du bâtiment d’entreposage de l'unité de production no 2 (tranche no 2), les équipes de la centrale sont intervenues pour procéder à l’arrêt de cette pompe et son remplacement immédiat[40].

- Le 29 juin 2011, un membre d'une équipe de maintenance s'aperçoit que deux vannes d'isolement qui traversent l'enceinte de confinement de l'unité de production no 2 (tranche no 2) sont ouvertes. Or, pour garantir l'étanchéité du bâtiment réacteur, il faut qu'une des deux vannes soit fermée (classé au niveau 1 de l'échelle INES)[41].
- Pendant l'année 2012, l'Autorité de sûreté nucléaire (ASN) a enregistré 38 incidents mineurs[42].
- Le 3 avril 2012, sur l'unité de production no 1 (tranche no 1), des intervenants EDF se rendent compte de l'inversion de deux sondes mesurant le flux neutronique dans le cœur du réacteur (classé au niveau 1 de l'échelle INES)[43].
- Le 19 janvier 2013, sur l'unité de production no 1 (tranche no 1), une équipe de maintenance d'EDF se rend compte de l'indisponibilité d'un système d'évacuation de vapeur du circuit secondaire (classé au niveau 1 sur l'échelle INES)[44].

- Le 3 septembre 2013, sur l'unité de production no 1 (tranche no 1), le réacteur s'est mis en arrêt automatique à la suite de l'arrêt d'une pompe du circuit secondaire. L’événement n'a pas été classé sur l'échelle INES[45].
- Le 11 septembre 2013, sur l'unité de production no 1 (tranche no 1), durant la montée en puissance du réacteur après un arrêt pour rechargement de combustible, les équipes d'EDF détectent un écart de paramétrage au niveau des protections automatiques du réacteur. Cet incident est dû à un mauvais paramétrage du débit d'eau du circuit secondaire. Ce dernier a été classé au niveau 1 de l'échelle INES[46].
- Le 28 avril 2014, lors de l'arrêt de l'unité de production no 2 (tranche no 2) pour sa visite décennale, une baisse de pression du circuit primaire en dessous de la limite autorisée par les règles générales d'exploitation a été détectée pendant 38 minutes (classé au niveau 1 sur l'échelle INES)[47].
- Le 5 octobre 2014, sur l'unité de production no 2 (tranche no 2), le réacteur s'est mis en arrêt automatique à la suite d'une défaillance d'un composant électrique, probablement un fusible. L’événement n'a pas été classé sur l'échelle INES[48].
- Les 7 et 8 octobre 2014, durant l'arrêt de l'unité de production no 1 (tranche no 1), une cellule d'alimentation électrique est restée déconnectée à l'issue d'une opération d'entretien sur les alimentations électriques du système de ventilation du bâtiment combustible. Cela a rendu indisponible l'un des deux systèmes redondants de ventilation du bâtiment combustible (classé au niveau 1 sur l'échelle INES)[49].
- Le 19 octobre 2016, un rejet radioactif gazeux dépassant les seuils autorisés a eu lieu. Le seuil d’alarme à la cheminée a été dépassé, près de 136 GBq ont été relâchés, soit moins de 0,3% de l'activité annuelle autorisée[50].
- Le 5 juin 2020, une fuite de vapeur survient sur le circuit primaire pendant une opération de maintenance du réacteur no 1 (incident de niveau 1 sur l'échelle INES), après le changement d'un robinet vapeur[51],[52].
- Le 15 juin 2025, une erreur humaine lors d'une maintenance à la centrale a brièvement désactivé une partie du système de refroidissement du réacteur n°1. Rapidement corrigé, cet incident classé au niveau 1 sur l'échelle INES n'a eu aucun impact sur la sécurité[53].

### Fuite de janvier 2010
- Le 18 janvier 2010, un événement important concernant l'environnement autour de la centrale nucléaire de Golfech a eu lieu : 450 litres d'eau contaminée, donc radioactive, se sont déversés hors d'une rétention adaptée[54]. Le Réseau Sortir du nucléaire, les Amis de la Terre, France nature environnement (FNE) et des associations locales déposent le 6 novembre 2010 une plainte contre EDF et la direction de la centrale pour n'avoir pas averti à temps l'Autorité de sûreté nucléaire de cet incident. Le Réseau Sortir du nucléaire accuse également la centrale de dépasser les normes de rejet légales. Des associations avaient auparavant détecté la présence de tritium dans les algues de la Garonne, leur hypothèse est de l'attribuer à cette fuite[55],[56].

- Le 26 janvier 2012, le ministère public a demandé au tribunal de police de Castelsarrasin de condamner EDF à une amende de 2 000 euros pour la fuite du 18 janvier 2010[57]. EDF a été complètement relaxé en première instance. Les associations opposées à l'énergie nucléaire ont fait appel, ainsi que le ministère public.

- Le 3 décembre 2012 : la chambre correctionnelle de la cour d'appel de Toulouse a condamné EDF à 4 000 € d'amende pour alarme inadaptée et retard dans le traitement de l'événement mais a relaxé EDF des autres motifs de poursuite. Pour l'Autorité de sûreté nucléaire (ASN), la fuite était mineure et avait eu un « impact sanitaire minime »[58].
- Le 7 décembre 2012, EDF dépose un pourvoi en cassation contre cette décision[59], puis s'est finalement désistée[réf. nécessaire].

## Risque sismique
Selon un document de l'Autorité de sûreté nucléaire datant d'octobre 2002, des anomalies pourraient rendre le système de commande à distance des robinets inopérant après un séisme, remettant ainsi en cause le fonctionnement, important pour la sûreté, de ces robinets.

## Canicule de 2003
Les 13 et 14 juin 2003 : la centrale nucléaire de Golfech a commis une infraction concernant les rejets d'eau chaude dans la Garonne : le 13 juin de 16h50 à 21h38, pendant une durée de 4h48 et le 14 juin de 13h à 17h30 pendant une durée de 4h30 . Le 13 juillet 2003, EDF a obtenu de l’Autorité de sûreté nucléaire une dérogation pour la centrale nucléaire de Golfech. Mais du 13 au 15 juillet, la centrale a dépassé à plusieurs reprises les limites légales, en particulier le 15 juillet pendant environ 5h30, malgré la dérogation octroyée depuis le 13 juillet.
Les 5 et 6 août 2003, la centrale commet à nouveau des infractions pendant une durée totale de 21 heures (toujours malgré la « dérogation » accordée par l’ASN). Or, la production de la centrale n'a pas été arrêtée.
À la suite des canicules de 2003 et 2006, EDF a réalisé d’importants travaux sur les aéroréfrigérants des centrales situées en bord de fleuve ou de rivière. Près de 200 millions d’euros ont été investis afin d’améliorer leurs performances et ainsi assurer un refroidissement plus efficace de l’eau avant que celle-ci ne soit rejetée et donc de respecter les limites fixées par la réglementation.

## Divertissement
Dans le sketch Premier chanteur nucléaire des Chevaliers du Fiel, Éric Carrière, un des deux membres du groupe, joue le rôle de Jean-Paul André, un chanteur ayant un handicap mental né tout près de la centrale nucléaire de Golfech et interprétant une chanson humoristique sur la Simca 1000.